# Ydby hed

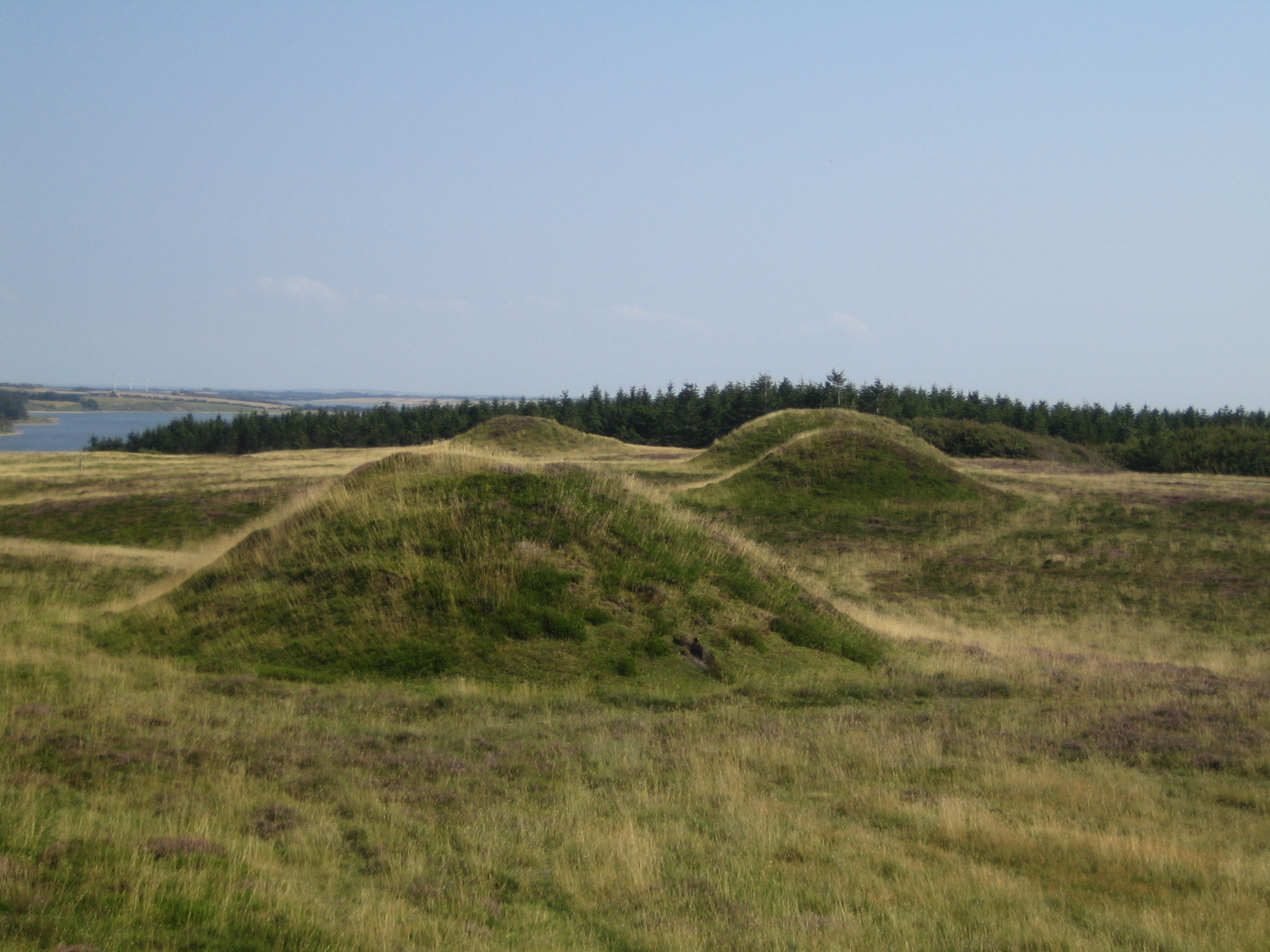
Ydby Hede

Ydby Hed ligger mellan byarna  Ydby och Boddum, längst i söder av Thy i nordvästra Jylland nära Skipsted fjord i Danmark. Ydby Hed och det sammanhängande hedområdet Ydby Skjold är en del av det naturfredade Dover Kil vid Bodum Bakker. Ydby Hed ligger sju kilometer söder om Hurup i Thy.

## Beskrivning av gravfältet
Den förhistoriska gravplatsen på Ydby Hed är en ansamling av  32 högar från bronsåldern. Det är den största anhopningen av gravhögar som nu är bevarade i Danmark. 
Mellan högarna kan man se bevarade spår av vägar, som troligen är lika gamla som högarna. Hålvägarna genom heden i landskapet som liknar nedgrävningar då de plöjer sig genom ljungen. Dessa hålvägar skapades av att man i hundratals år färdades på samma vägar och stigar och man har slitet upp en fåra i landskapet.
I den nära belägna Dover skogsplanteringen ligger ytterligare 14 rundhögar och två långhögar. I Dover Plantage, ligger de 16 gravhögarna och i en av högarna vid Dover har man funnit ett svärd och en yxa i brons. Båda dekorerade med spiralmönster, symbolen har ibland tolkats som solens resa runt jorden. På andra sidan om Boddumån ligger ytterligare 12 högar. Några av dessa gravhögar är bara en halv meter höga medan andra mäter hela fem meter. De största högarna byggdes under äldre bronsåldern 1700-1100 f.Kr. För 3-4000 år sedan gravsattes ekstockkistor i några av gravhögarna. Bara ett fåtal av gravhögarna är dock utgrävda.
Gravhögarna ligger så tätt, att man kallar området för Oldtidskirkegården. I området runt omkring Ydby Hede finns dessutom ytterligare ett 50-tal gravhögar. En del högar har drabbats av gravplundrare. Alla gravhögar har inte namn, men en av högarna har fått namnet  Kløvenhøj. Namnet kommer av högens utseende då det för över hundra år sedan grävdes ett schakt i toppen på högen. Man vet inte vem som orsakade skadan men det var med all sannolikt skattsökare på jakt efter de förhistoriska gravgåvorna.
De två långhögarna i Dover Plantage är delvis från äldre bronsåldern. Långhögar från äldre bronsåldern skiljer sig från yngre stenålderns långdösar genom att synliga kantkedjor och stenkammare saknas. Högarna är byggda av grästuvor. Storhögarna dominerar i norra Jylland mycket mer än dösar och gånggrifter eller hällkistor. Det parklika landskapet från bronsåldern består här av öppna ytor inströdda träddungar. Raderna av gravhögar ligger oftast på moränen. De är oftast de högsta utsiktspunkterna i terrängen i denna del av Danmark. Innan fredningen 1916 undersöktes några små högar av Nationalmuseet. De rymde gravar från mitten av bondestenåldern. Förutom dessa undersökningar har inga utgrävningar i området gjorts av fackmän. så vi måste bara anta att högarna på Ydby Hed innehåller begravningar från bronsåldern.
Året efter att Laurids Kjær, i Boddum skola, 1837 hade sänt in en berättelse om gångriften (jættestuen) Lundehøj, lämnade han också en rapport om Ydbyområdet. Av denna rapport framgår att i en långhög på Ydby hade tidigare hittats en stenkista. utan hans och flera andras insatser av amatörer hade Thy varit mycket fattigare på förhistoriska minnesmärken. både i antal och också haft sämre kunskap om nu försvinna fornlämningar.
Ydby hed ligger i anslutning till  Dover skogsplantering från 1888 norr om Kløvenhøjvej, cirka 2 km från Ydby. Där finns  två större långhögar och två skadade rundhögar. Den västligaste långhögen är 54 m lång, men den har varit ännu längre. Gamla tiders vägar har avlägsnat den södra änddelen av  högen. Där ska man ha hittat en manslång hällkista. Den östra långhögen är 63 m lång, men lägre än den västra högen. En folksägner är två jättar begravda i långhögarna. Jättarna hög huvuden av varandra. Huvudena ligger i rundhögen i rund och kropparna i de två långhögarna. 1878 undersökte Nationalmuseet ett mittenparti på 8 m av den östliga långhögen. I denna del av långhögen hittades 3 gravar från bronsåldern. En av gravarna innehöll ett bronssvärd och en dolk samt en vapenyxa, en pålstav. De andra gravarna innehöll vars en bronsdolk.

## Hur såg landskapet ut under bronsåldern
Smältvatten formade landskapet då den tjocka landisen avsmälte från Thy. De enorma vattenmassorna skapade ett backlandskap som finns idag i området. Allaredan 1916 köptes och fredades  Ydby Hed av en grupp lokala medborgare. Området är bevarat som det var inte bara de senaste 100 åren utan som det har varit under flera årtusenden. Platsen ger en inblick i den miljö som fanns under bondestenåldern och bronsåldern.
Thy har ett landskap fyllt av gravhögar. Tusentals uppfördes under bronsåldern. Områden med skog minskade kraftigt under äldre bronsåldern. Bar i de våtare områdena bevarades lite skog. Landskapet var öppet och dominerades av gräsarealer med boskap. Vid gårdarna låg åkrarna som odlades med råg och korn. Gårdarna var stor stolpburna långhus av trä ofta 30 meter långa. Fynd av en mängd flintskrapor tyder på att oxhudar i mängd har bearbetats. De var en handelsvara likspm bärnstenen som också har hittats i några av husen. Bärnstenen är en av förklaringen till traktens rikedom på brons.

## Närbelägna fornlämningar
- Runstenen Ydbystenen (eller Flarupstenen) väster om Ydby.
- Runstenen DR 150 (Danmarks runinskrifter nr 150) på kyrkogården i Hurup
- Gånggriften Lundehøj vid Heltborg
- Hällkistan och gravhögen vid Gettrup